# Джон Холл Гладстон
Джон Холл Гладстон (англ. John Hall Gladstone; 7 березня 1827 — 6 жовтня 1902) — британський хімік. Він обіймав пост президента фізичного товариства між 1874 та 1876 роками і в період 1877—1879 був президентом хімічного товариства. Крім хімії, де одною з його найпомітніших публікацій — про бромування гуми, він зробив новаторську роботу в галузі оптики та спектроскопії.

## Біографія
Народився він в родині Джона Гладстона, оптового торговця тканинами в Хакні, Лондон і Елісон Хел. Був старшим з трьох синів. Як і брати навчався вдома під опікунством і з самих ранніх років показав сильну схильність до природничих наук. 1842 року батько пішов з бізнесу, і сім'я провела рік в подорожах по континенту. Частина цього часу була проведена в Італії зі своїми старими друзями. Чарльзом Тілтом, його дружиною і їх дочкою Мей, яка 1852 року стала дружиною Джона Холла Гладстона.
З початку Гладстон показав сильні релігійні тенденції, і коли, у віці сімнадцяти років, стало питання про майбутню кар'єру, він хотів присвятити себе християнському служінню. Від цього його, відмовили батько і пан Тілт, а в грудні 1844 року він вступив в Університетський коледж Лондона. Там він відвідував лекції Грема з хімії і працював у його приватній лабораторії, і тут він підготував свою ранню наукову працю на тему «Аналіз піску із затоки Святого Михайла, Нормандія», яка була зачитана на засіданні хімічного Королівського товариства 16 листопада 1846 року. Наступному року він отримав золоту медаль з коледжу за його дослідження на тему «Бавовна і Xyloidine гуми». Пізніше того ж року він відправився в Гіссенський університет працювати під керівництвом Юстуса фон Лібіха. Повернувся в квітні 1848 року з науковим ступенем доктора Філософія. Предмет його дисертації: «штучне утворенням сечовини з фульмінової кислоти».
Хоча Гладстон, офіційно займався науковою діяльність, він продовжував все життя брати активну участь у релігійній діяльності. У Клапамі його батьки були членами громади церкви преподобного Джеймса Хілла. Там він викладав у недільній школі, крім того допомагав в проведенні місій на Білій площі. Пізніше він проводив Біблійні класи для молодих людей, по неділях, і до кінця свого життя він був тісно пов'язаний з роботою Християнської асоціації юнаків, яку заснував Джордж Вільямс.
Помер 1902 року. Похований на кладовищі Кенсал-Грін у Лондоні.